# Sankcja administracyjna
Sankcja administracyjna – negatywne konsekwencje naruszenia obowiązków prawnych, determinowane bezpośrednio przepisami powszechnie obowiązującego prawa administracyjnego, jak również wydawanymi na ich podstawie aktami organów administracji publicznej.
Przez „negatywne konsekwencje” rozumie się pogorszenie sytuacji prawnej adresata poprzez nałożenie na niego obowiązku lub pozbawienie go uprawnienia.